# Mika Pohjola
Mika Pohjola, född 1 december 1971, är en finländsk jazzpianist och kompositör. Han bor i New York och är en av de mest framgångsrika nordiska jazzmusikerna i sin generation.

## Diskografi
- Puttes äventyr i Blåbärsskogen (2016)
- Nu ska vi sjunga (2013)
- Northern Sunrise (2009)
- Das Wörterbuch (2009)
- Two For The Road - Jill Walsh (2008)
- Nu blir sommar – Svenska visor (2007)
- Ballads med Rigmor Gustafsson m.fl. (2006)
- Scandinavian Yuletide Voices – Julsånger från de nordiska länderna (2005)
- Ball Play (2003)
- Landmark - Ben Monder och Miguel Zenon (2002)
- Still Alive - Miguel Zenon (2001)
- Sound of Village – Yusuke Yamamoto (2001)
- Jazz Capital of the World (2000)
- Announcement – Chris Cheek (1998)
- The Secret of the Castle (1997)
- Myths and Beliefs (1996)
- Reflections in Real Time (1994)

## Musikkompositioner i urval
- Future Apparent
- Blues Chacarera
- Party
- Announcement
- Screenplay
- Old Manhattan Tango
- Mood 4:30 am.